# Верхні планети
Верхні планети в спостережній астрономії — планети Сонячної системи, орбіти яких лежать за межами земної орбіти: Марс, Юпітер, Сатурн, Уран, Нептун. Дві останні планети Сонячної системи називаються нижніми.
Верхні планети можна побачити після заходу Сонця, під час їхнього прямого руху з заходу на схід. Але через те що видима швидкість руху Сонця більша за їхню, воно її незабаром наздоганяє і планета перестає бути видимою на деякий час. Коли Сонце обжене її, вона стає видимою на сході перед появою Сонця. Її швидкість поступово зменшується, вона зупиняється і починає рухатись в зворотному напрямку зі сходу на захід. Через деякий час планета знову зупиняється і починає рухатись з заходу на схід, його наздоганяє Сонце і вона перестає бути видимою — і цикл руху починається спочатку.